# Surduc, Bihor
Surduc este un sat în comuna Copăcel din județul Bihor, Crișana, România. Satul Surduc se află în Depresiunea Vad, la poalele nord-vestice ale munților Pădurea Craiului, la 25 km sud-est de municipiul Oradea.

## Vezi și
- Biserica de lemn din Surduc, Bihor

## Imagini

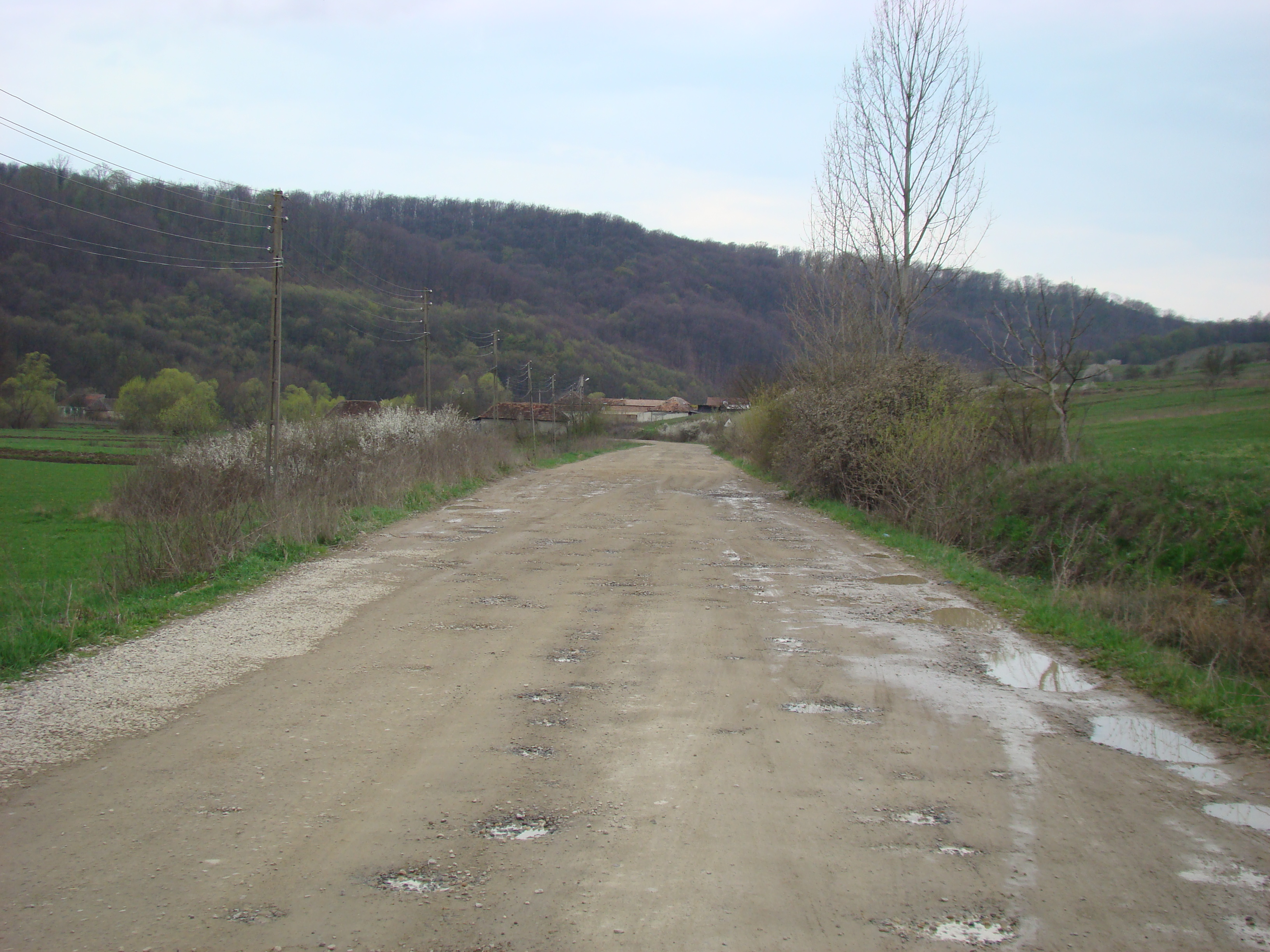
Drumul spre satul Surduc
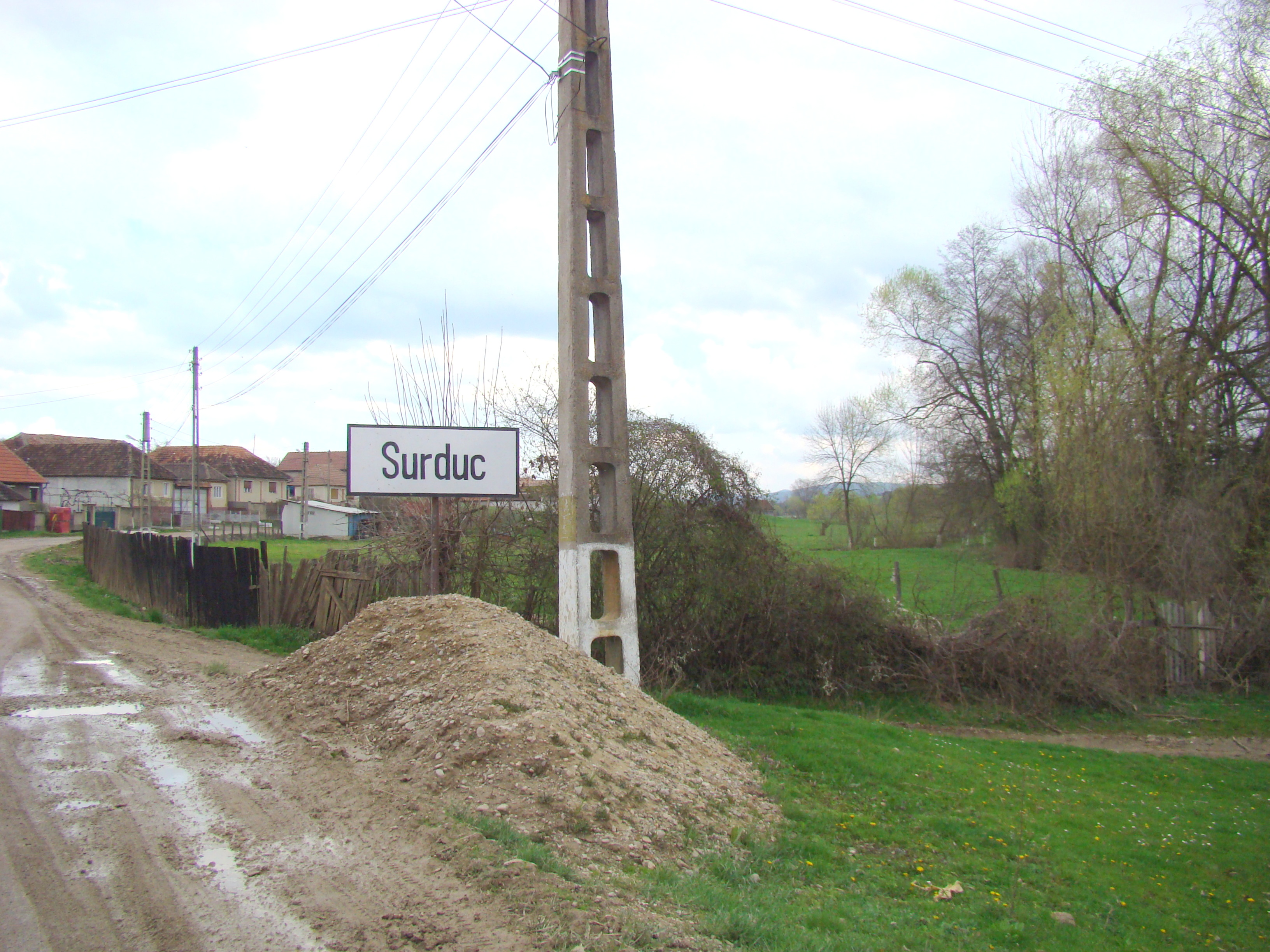
Intrarea în localitate
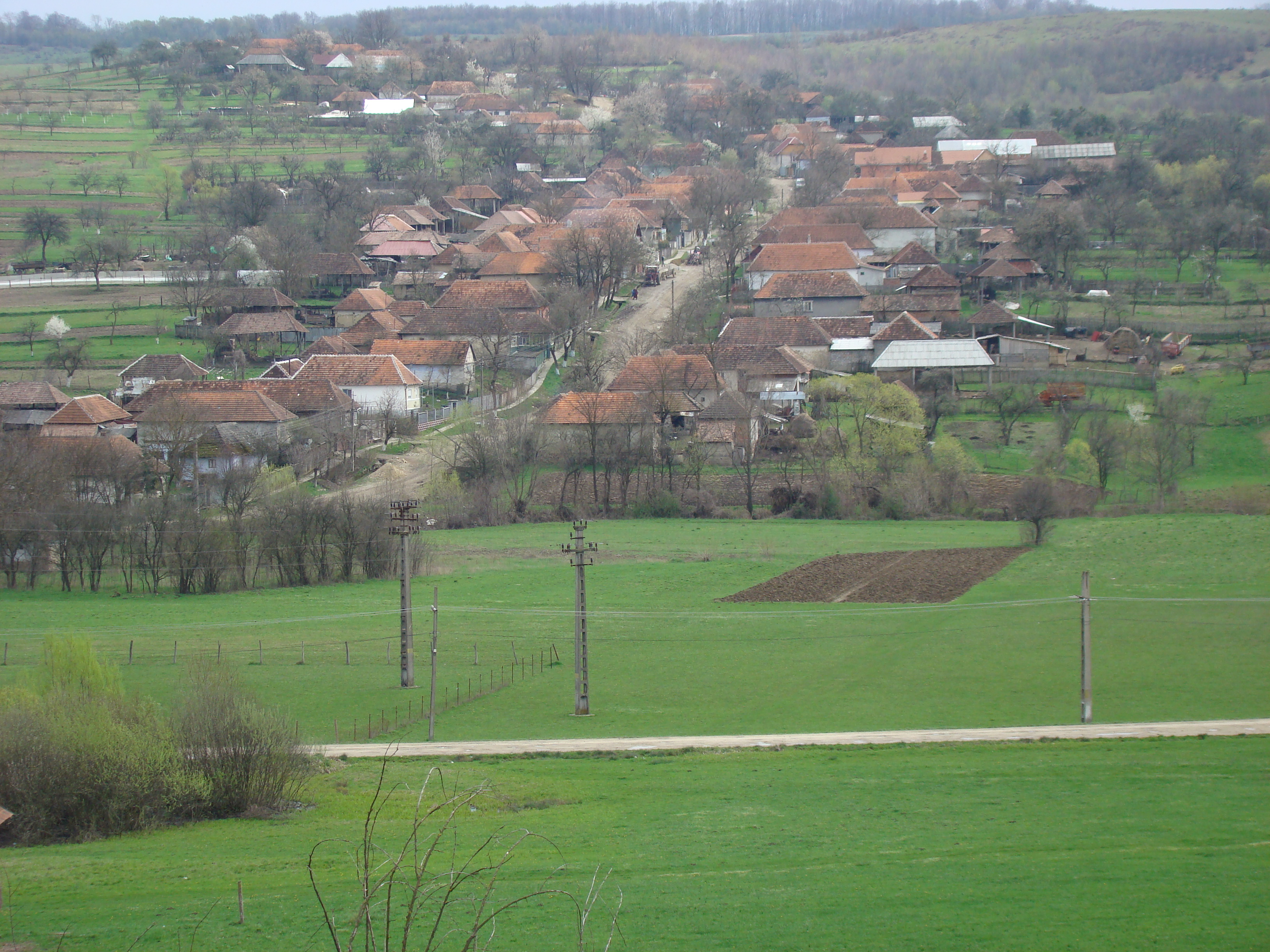
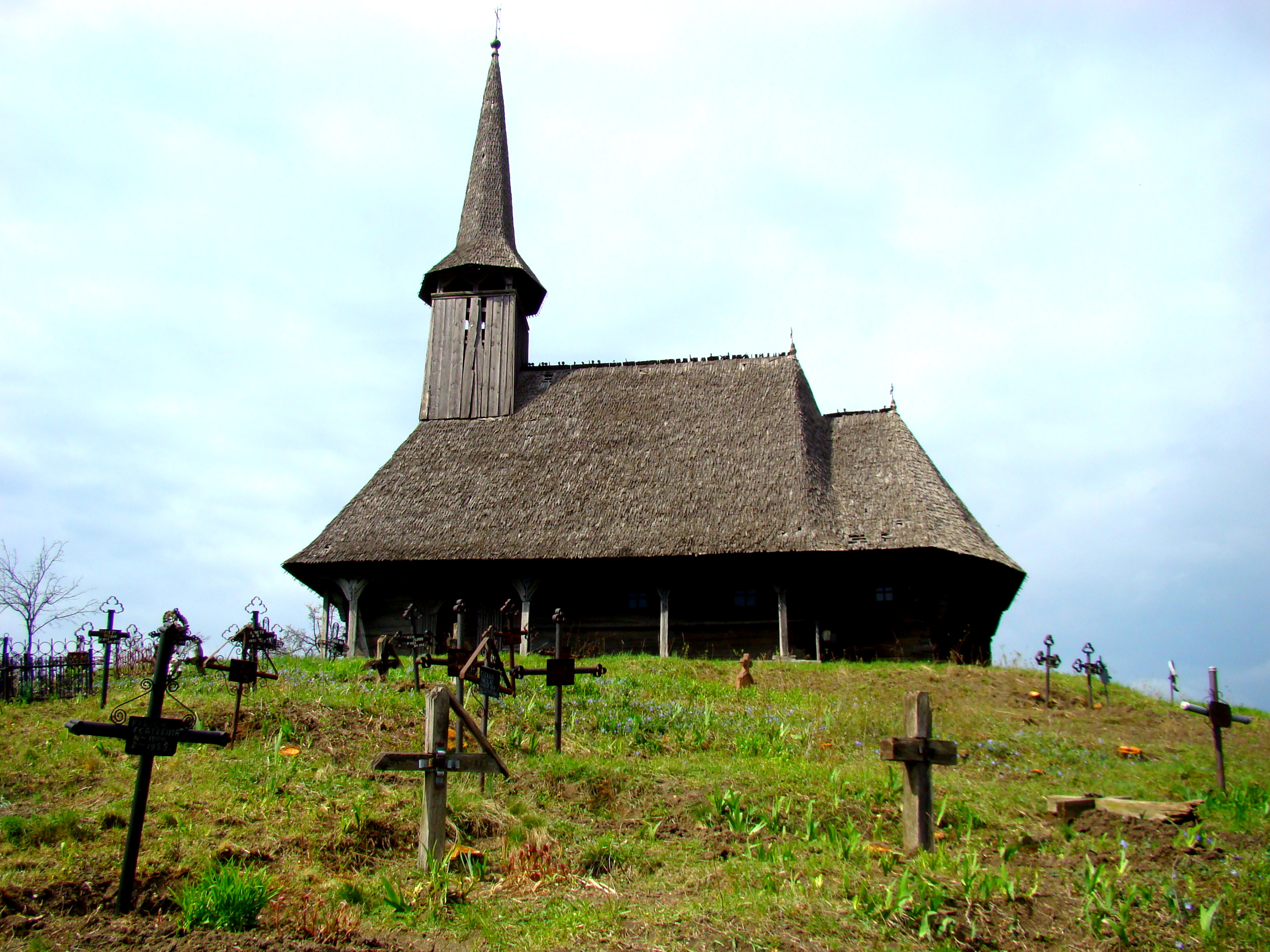
Biserica de lemn (monument istoric)
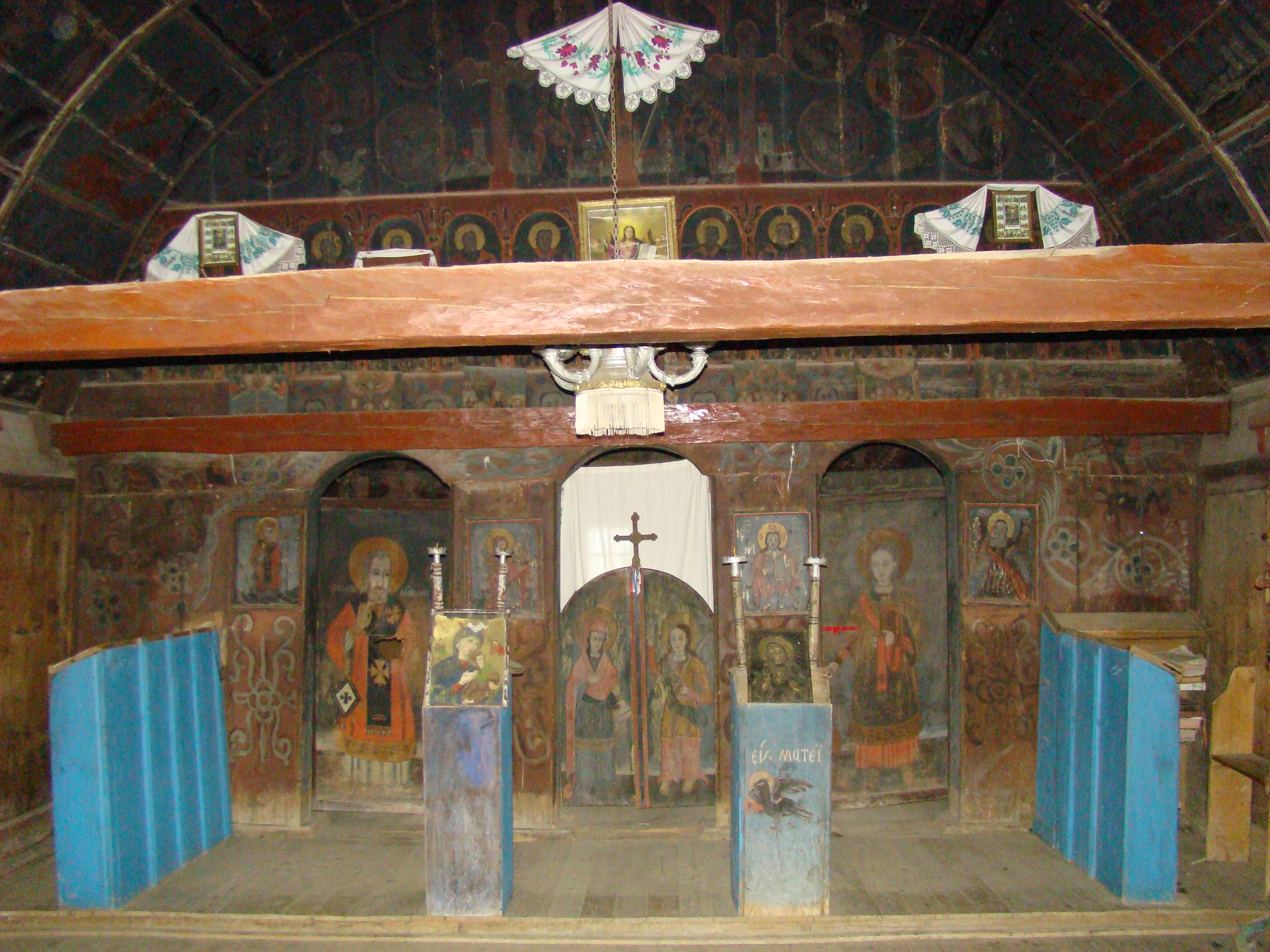
Biserica de lemn (monument istoric)
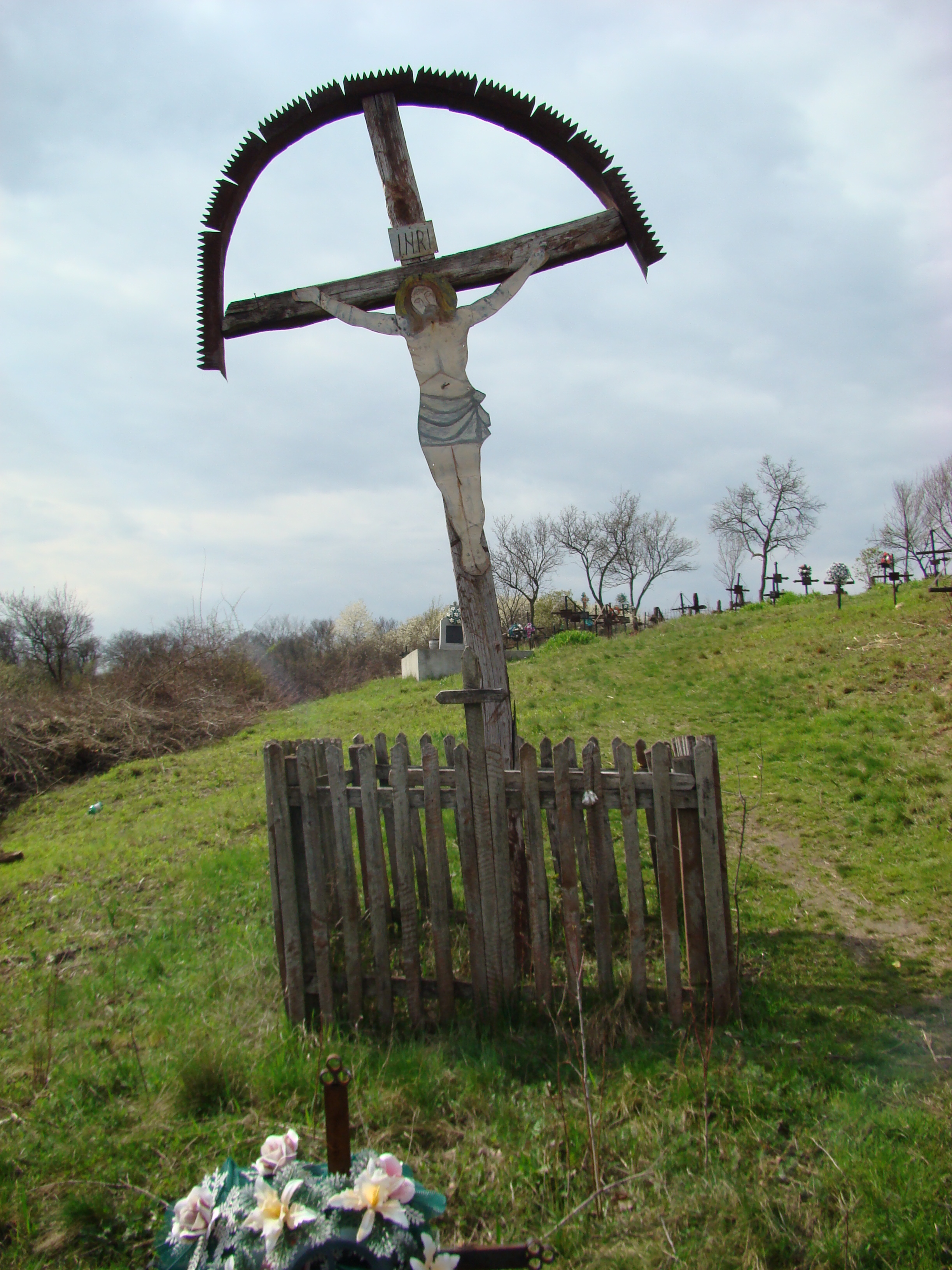
Troița